# Eurovia Deutschland

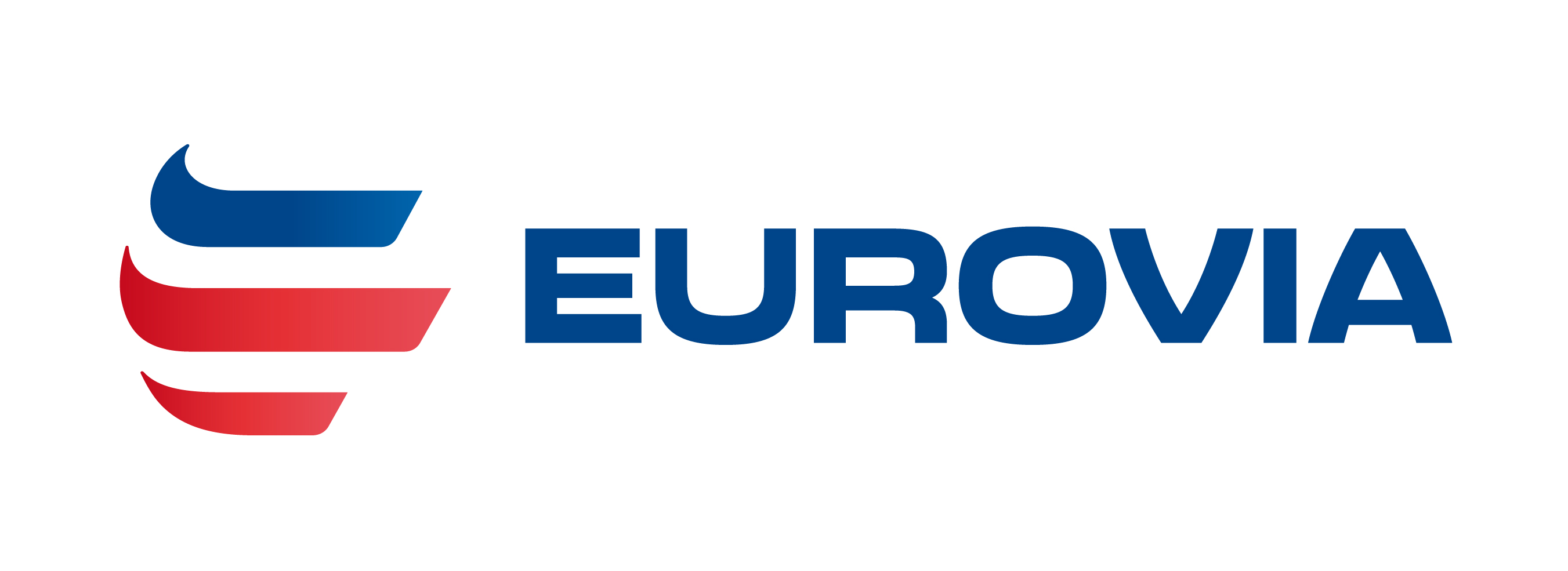
EUROVIA Logo seit 2023

Die EUROVIA, mit Hauptsitz in Berlin, ist bundesweit im Bau von Verkehrswegen und kommunaler Infrastruktur tätig. Das Unternehmen deckt die gesamte Wertschöpfungskette ab und ist in Deutschland an über 140 Standorten vertreten. EUROVIA fungiert als Leitmarke für Infrastruktur innerhalb von VINCI Construction, einem der größten Baukonzerne weltweit und Teil der weltweit tätigen VINCI Gruppe.

## Produkte und Dienstleistungen

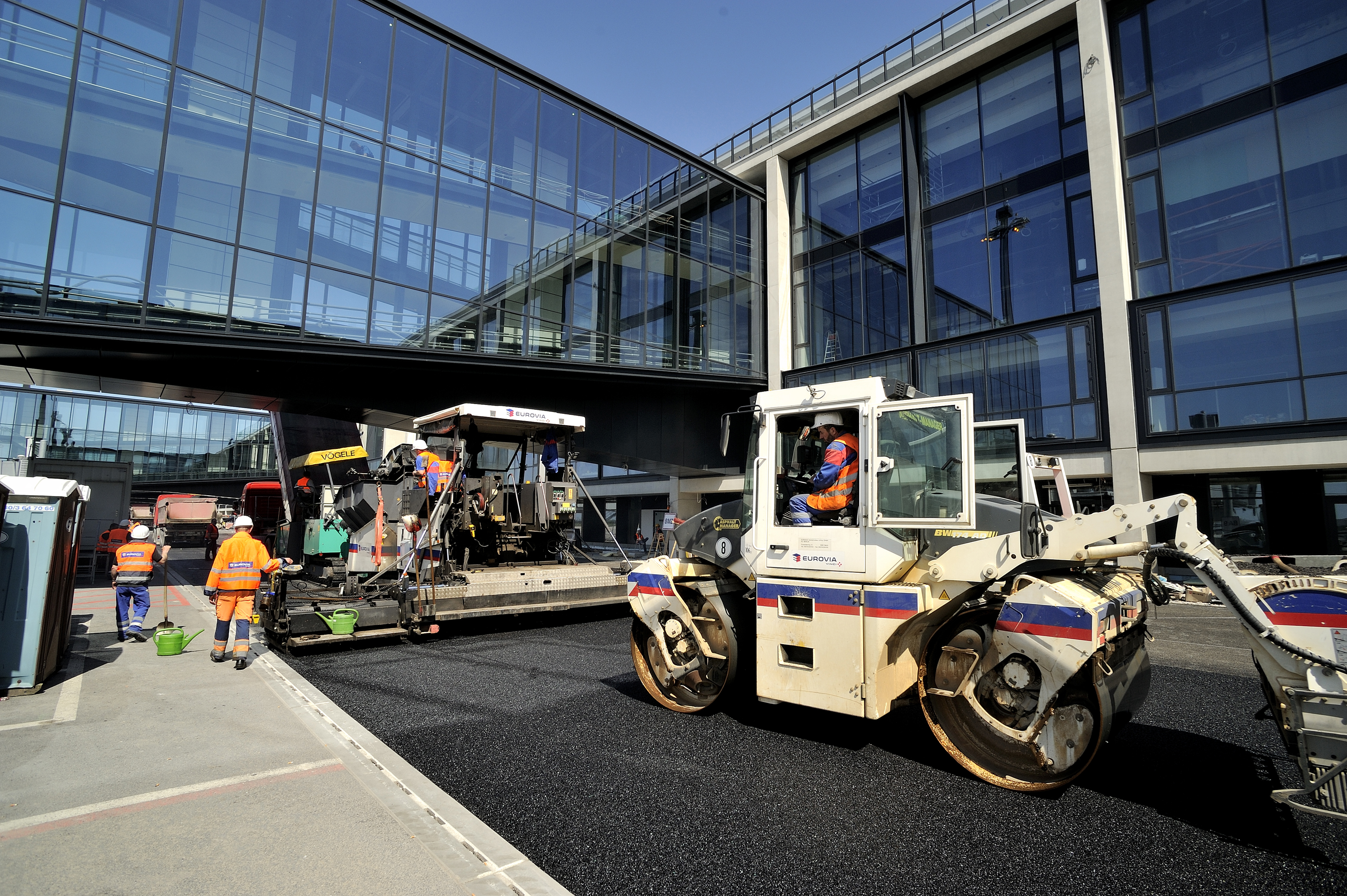
Asphaltarbeiten am Flughafen Berlin Brandenburg

EUROVIA bietet eine umfassende Palette an Dienstleistungen im Bereich des Infrastrukturbaus und Straßenbaus. Dazu gehören die Gewinnung von Rohstoffen und die Produktion von Asphalt, das Recycling von Straßenbaumaterialien sowie der Bau und die Instandhaltung von Straßen und Brücken. Darüber hinaus errichtet EUROVIA Lärmschutzwände, Umspannwerke und Rohrleitungen. Regionale Labore gewährleisten die Qualität der Bauarbeiten und die Innovationsgesellschaft VIA IMC fördert die Digitalisierung im Infrastrukturbau.

## Geschichte

Historisches Logo bis 2008

Die Eurovia GmbH entstand im Jahr 1999 durch die Übernahme der 1918 gegründeten Teerbau-Unternehmensgruppe durch die mit dem SGE-Konzern (heute Vinci) verbundene SGE Verkehrsbau Union GmbH. Diese war aus der 1990 gegründeten Verkehrsbau Union GmbH (vormals VEB Autobahnbaukombinat) hervorgegangen und hauptsächlich in den neuen Bundesländern tätig. Zum Zeitpunkt der Eingliederung verfügte die Teerbau als damals größtes deutsches Straßenbauunternehmen über 23 Niederlassungen und Tochtergesellschaften sowie rund 160 Produktionsstätten. Im Zuge der Übernahme wurde die Teerbau-Hauptverwaltung in Bottrop aufgelöst und ihre Aufgaben in eine neue Dienstleistungsgesellschaft, die Eurovia Services GmbH, eingebracht.
Im Gründungsjahr 1999 erzielte Eurovia in Deutschland eine Jahresleistung von 618,8 Millionen Euro und erreichte einen Marktanteil von etwa 7 Prozent.
In den Folgejahren erweiterte Eurovia die Konzernstruktur in Deutschland durch Neugründungen und Zukäufe. 2001 wurde die Eurovia Beton GmbH gegründet, um Spezialkompetenzen in den Bereichen Betonstraßenbau, Bauwerksinstandsetzung und Schallschutz zu bündeln. Außerdem erfolgte 2001 die Gründung der Eurovia Infra GmbH zur Planung und Umsetzung von Großprojekten. 2003 wurden die Gesellschaften Eurovia Verkehrsbau GmbH und Eurovia Teerbau GmbH gegründet, die das Kerngeschäft der Gruppe – den Tief- und Verkehrswegebau – bearbeiten. Im selben Jahr nahm außerdem die Eurovia Industrie GmbH ihre Geschäftstätigkeit auf. Die Schwerpunkte der Tochtergesellschaft liegen auf Produktion und Vertrieb von Straßenbaumaterialien wie Asphalt und Bitumen.
Mit dem Erwerb der in Radeberg ansässigen Sutter-Gruppe inklusive des Steinbruchs Oberottendorf stieg Eurovia 2006 auch in Deutschland in das Geschäft der Rohstoffversorgung ein. Hierzu wurde die Eurovia Gestein GmbH gegründet.
Den Geschäftsbereich Gestein erweiterte Eurovia 2008 durch den Zukauf eines Steinbruchs der Risch-Gruppe in Iserlohn-Letmathe sowie 2010 durch den Kauf der Firma Tarmac, einem Tochterunternehmen des Bergbaukonzerns Anglo American plc. Mit diesem Kauf übernahm Eurovia unter anderem mehrere Steinbrüche und Kiesgruben in den neuen Bundesländern. Eine weitere Tochter von Eurovia Deutschland ist der saarländische Brückenbauspezialist TKP aus Illingen (Saar).